# Klimaxové stádium půd
Klimaxové stádium půd je podle teorie francouzského pedologa Filipa Duchaufoura stádium, kdy se půda nachází ve vyrovnaném stavu ve svém vývoji vzhledem ke klimatu a rostlinnému společenstvu. Jedná se v podstatě o analogii „klimaxové vegetace“ u rostlinných společenstev. Duchaufour též tvrdí, že jednotlivé zonální typy půd jsou vlastně typy klimaxovými [zdroj?]. Nutno je při určování klimaxových typů půd zahrnovat i složku vegetace. Tato teorie není však široce uznávána [zdroj?].